# Maredsous
Maredsous is een gehucht in de Belgische provincie Namen dat is gelegen tussen Bergen en Dinant, in de vallei van de Molignée. Maredsous behoort tot Denée, een deelgemeente van de gemeente Anhée.

## Bezienswaardigheden
De omgeving van Maredsous is een toeristisch geliefd oord. De uitgestrekte bossen geven gelegenheid tot wandelen, er zijn veel restaurants en campings in de buurt en er is op de voormalige spoorlijn door de vallei een "railbike", die zomer en winter in bedrijf is. 
- In de Vallei van de Molignée bevinden zich ook de ruïnes van de gelijknamige burcht.
- De Abdij van Maredsous, Rue de Maredsous 11, B 5537 Denée, met het museum Centre Grégoire Fournier
- Collège en internaat Saint-Benoît de Maredsous.

## Abdijbier
De Abdijbieren van Maredsous worden gebrouwen door de Brouwerij Duvel Moortgat in het Antwerpse Breendonk in de varianten Blond Abdijbier (6,5%), Donker Abdijbier (8%) en Amberkleurig Abdijbier (10%).